# Sultanats del Dècan
Els Sultanats del Dècan eren cinc regnes indis baixmedievals —a l’altiplà Dècan, entre el riu Krishna i la serralada Vindhya—, governats per dinasties musulmanes: Ahmednagar, Berar, Bidar, Bijapur i Golkonda. Els sultanats s'havien independitzat durant la ruptura del Sultanat de Bahmani. El 1490, Ahmednagar va declarar la independència, seguit de Bijapur i Berar el mateix any. Golkonda es va independitzar el 1518 i Bidar el 1528.
Tot i que els cinc sultanats eren governats per musulmans, els seus fundadors eren d'orígens diversos, i sovint no musulmans: el sultanat d'Ahmednagar era d'origen hindú-braman; el sultanat de Berar, kanarès-hindú; el sultanat Bidar va ser fundat per un antic esclau turc; el sultanat de Bijapur va ser fundat per un esclau georgià comprat per Mahmud Gawan; i el sultanat de Golkonda era d'origen turcmà.
Encara que generalment rivals, els sultanats es van aliar entre ells contra l'Imperi Vijayanagar el 1565, debilitant definitivament Vijayanagara en la batalla de Talikota. En particular, l'aliança va destruir tota la ciutat de Vijayanagara, amb importants temples, com el temple Vitthala, que van ser arrasats.
El 1574, després d’un cop d’estat a Berar, Ahmednagar el va envair i conquerir. El 1619, Bidar va ser annexionat per Bijapur. Els sultanats van ser conquistats més tard per l'Imperi mogol: Berar va ser desposseït d'Ahmednagar el 1596; Ahmednagar va ser completament presa entre 1616 i 1636; i Golkonda i Bijapur van ser conquerides per la campanya d'Aurangzeb del 1686-1877.

## Sultanat d’Ahmednagar

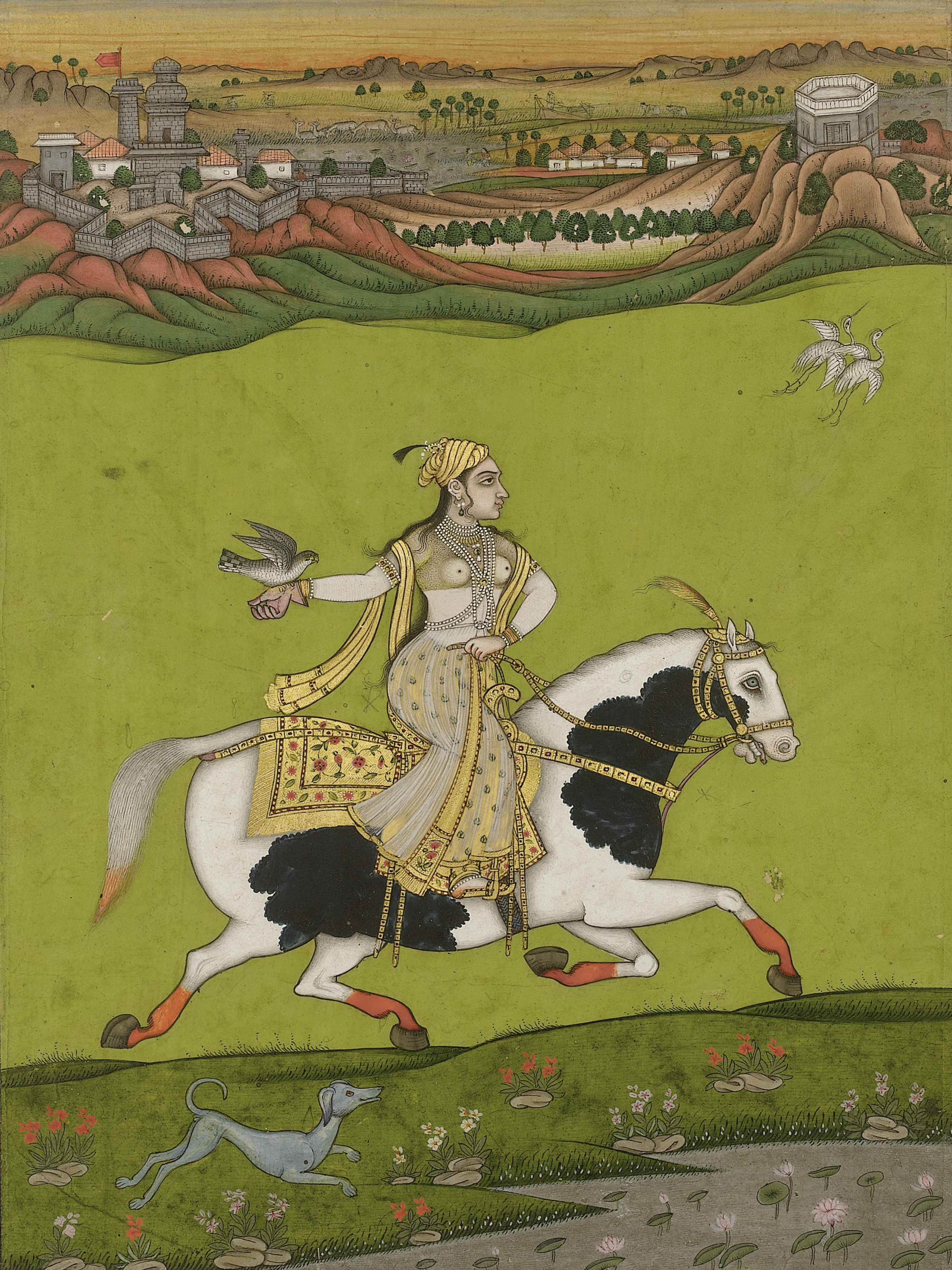
Chand Bibi, una pintura del segle XVIII

El sultanat d'Ahmednagar va ser fundat per Malik Ahmad Nizam Shah I, que era fill de Nizam-ul-Mulk Malik Hasan Bahri. Malik Ahmad Nizam Shah I va ser el governador de Junnar. Després de derrotar l'exèrcit bahmani dirigit pel general Jahangir Khan el 28 de maig de 1490, va declarar la independència i va establir el domini dinàstic sobre Ahmednagar. El territori del sultanat estava situat al nord-oest de Dècan, entre els sultanats de Gujarat i Bijapur. Inicialment, la seva capital era a Junnar. El 1494 es van establir les bases de la nova capital d’Ahmednagar. Malik Ahmed Shah, després de diversos intents, va assegurar la fortalesa de Daulatabad el 1499.
Després de la mort de Malik Ahmed Shah el 1510, el seu fill Burhan, un noi de set anys, va ocupar el seu lloc. Burhan Shah I va morir a Ahmednagar el 1553. Va deixar sis fills, dels quals Hussain el va succeir. Després de la mort de Hussain Shah I el 1565, el seu fill Murtaza (menor d'edat) va pujar al tron. Mentre Murtaza era un nen, la seva mare, Khanzada Humayun Sultana, va governar com a regent durant diversos anys. Murtaza Shah es va annexionar Berar el 1574. A la seva mort, el 1588, el seu fill Miran Hussain va pujar al tron; però el seu regnat va durar poc més de deu mesos, ja que va ser enverinat. Ismail, cosí de Miran Hussain, va ser elevat al tron, però el poder real estava en mans de Jamal Khan, el líder del grup Deccani a la cort. Jamal Khan va ser assassinat en la batalla de Rohankhed el 1591; i aviat Ismail Shah també va ser capturat i confinat pel seu pare Burhan, que va ascendir al tron com Burhan Shah. Després de la mort de Burhan Shah, el seu fill gran Ibrahim va pujar al tron. Ibrahim Shah va morir només després d'uns mesos en una batalla amb el sultanat de Bijapur. Aviat, Chand Bibi, la tia d'Ibrahim Shah, va proclamar Bahadur, el fill petit d'Ibrahim Shah, com el legítim sultà; i es va convertir en regent. El 1596, un atac mogol dirigit per Murad fou rebutjat per Chand Bibi.
Després de la mort de Chand Bibi el juliol del 1600, Ahmednagar fou conquerida pels mogols i Bahadur Shah fou empresonat. Però Malik Ambar i altres funcionaris d'Ahmednagar van desafiar els mogols i van declarar Murtaza Shah II com a sultà el 1600 en una nova capital, Paranda. Malik Ambar va esdevenir primer ministre i Vakil-us-Saltanat d'Ahmednagar. Més tard, la capital es va traslladar primer a Junnar i després a una nova ciutat, Khadki (més tard Aurangabad). Després de la mort de Malik Ambar, el seu fill Fath Khan es va rendir als mogols el 1633 i va lliurar al jove governant Nizam Shahi Hussain Shah, que va ser enviat com a presoner al fort de Gwalior. Però aviat Shahaji, amb l'ajut de Bijapur, va col·locar al tron un descendent infantil de la dinastia Nizam Shahi, Murtaza, però va actuar com a regent. El 1636, Aurangzeb, el virrei mogol de Dècan, finalment va annexionar el sultanat a l'Imperi mogol, després de derrotar Shahaji.

### Governants
1. Malik Ahmad Nizam Shah I (1490–1510)
2. Burhan Nizam Shah I (1510–1553)
3. Hussain Nizam Shah I (1553–1565)
4. Murtaza Nizam Shah I (1565–1588)
5. Miran Nizam Hussain (1588–1589)
6. Isma'il Nizam Shah (1589–1591)
7. Burhan Nizam Shah II (1591–1595)
8. Ibrahim Nizam Shah (1595–1596)
9. Ahmad Nizam Shah II (1596)
10. Bahadur Nizam Shah (1596–1600)
11. Murtaza Nizam Shah II (1600–1610)
12. Burhan Nizam Shah III (1610–1631)
13. Hussain Nizam Shah II (1631–1633)
14. Murtaza Nizam Shah III (1633–1636).[10]

## Sultanat de Berar
El sultanat de Berar va ser fundat per Fath Allah Imad al-Mulk, que va néixer hindú de Kannadiga, però va ser capturat de noi per les forces Bahmani, que estaven en una expedició contra l'Imperi Vijayanagara i el van criar com a musulmà. El 1490, durant la desintegració del sultanat de Bahmani, Imad-ul-Mulk, aleshores governador de Berar, va declarar la independència i va fundar la dinastia Imad Shahi del sultanat de Berar. Va establir-ne la capital a Achalpur (Achalpur), i Gawilgarh i Narnala també van ser fortificats.
A la seva mort, el 1504, Imad-ul-Mulk va ser succeït pel seu fill gran, Ala-ud-din. El 1528, Ala-ud-din va resistir l'agressió d'Ahmednagar amb l'ajut de Bahadur Shah, sultà de Gujarat. El següent governant de Berar, Darya, va intentar primer aliar-se amb Bijapur, per evitar l’agressió d’Ahmednagar, però no va tenir èxit. Més tard, va ajudar Ahmednagar en tres ocasions contra Bijapur. Després de la seva mort, el 1562, el seu fill Burhan, encara nen, el va succeir; però el 1574 Tufal Khan, un dels ministres de Burhan, va usurpar el tron. El mateix any, Murtaza I, soldà d’Ahmednagar, va annexionar Berar al seu sultanat. Burhan, Tufal Khan i el fill de Khan, Shamshir-ul-Mulk, van ser traslladats a Ahmednagar i confinats en una fortalesa on tots ells van morir posteriorment.

### Governants
1. Fathullah Imad-ul-Mulk (1490–1504)
2. Aladdin Imad Shah (1504–1530)
3. Darya Imad Shah (1530–1562)
4. Burhan Imad Shah (1562–1574)
5. Tufal Khan (usurpador) (1574)[11]

## Sultanat de Bidar
Bidar era el més petit dels cinc sultanats del Dècan. Qasim Barid, fundador de la dinastia Barid Shahi, es va unir al servei del governant Bahmani Mahmud Shah Bahmani (r. 1482-1518) com a sar-naubat (comandant), i més tard es va convertir en un mir-jumla (governador) del sultanat de Bahmani. El 1492 es va convertir de facto en governant de Bahmani, tot i que el sultà Mahmud Shah Bahmani hi va romandre com a governant nominal.
Després de la mort de Mahmud Shah Bahmani el 1504, el seu fill Amir Barid va controlar l'administració del sultanat de Bahmani. El 1528, amb la fugida de l'últim sobirà Bahmani, Kalimullah, de Bidar, Amir Barid es va convertir pràcticament en un governant independent. Amir Barid va ser succeït pel seu fill Ali Barid, que va ser el primer a assumir el títol de sha. Ali Barid va participar en la batalla de Talikota i era aficionat a la poesia i la cal·ligrafia.

### Governants
1. Qasim Barid I (1492–1504)
2. Amir Barid I (1504–1542)
3. Ali Barid Shah I (1542–1580)
4. Ibrahim Barid Shah (1580–1587)
5. Qasim Barid Shah II (1587–1591)
6. Ali Barid Shah II (1591)
7. Amir Barid Shah II (1591–1600)
8. Mirza Ali Barid Shah III (1600–1609)
9. Amir Barid Shah III (1609–1619)[10]

## Sultanat de Bijapur

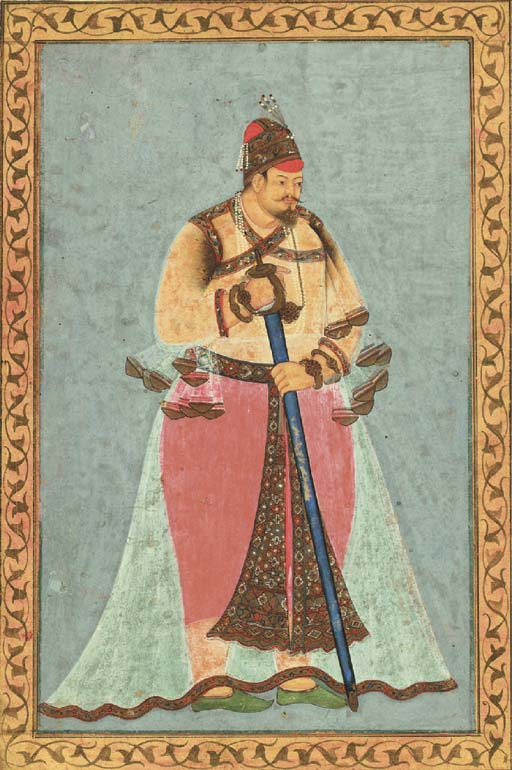
Ibrahim Adil Shah II

Situat al sud-oest de l’Índia, a cavall entre la serralada dels Ghats Occidentals , al sud de Maharashtra i al nord de Karnataka, el sultanat de Bijapur va estar governat per la dinastia Adil Shahi del 1490 al 1686. Els Adil Shahis eren originàriament governadors provincials del sultanat de Bahmani; però amb la ruptura de l'estat Bahmani després del 1518, Ismail Adil Shah va establir un sultanat independent. Ismail Adil Shah i els seus successors van embellir la capital de Bijapur amb nombrosos monuments.
Els Adil Shahis van lluitar contra l'Imperi Vijayanagara, que es trobava al sud, a través del riu Tungabhadra, però també va lluitar contra els altres sultanats del Dècan. No obstant això, els cinc sultanats van combinar forces per derrotar decisivament Vijayanagar en la batalla de Talikota el 1565, després de la qual es va trencar l'imperi, i Bijapur pren el control del Raichur Doab. El 1619, els Adil Shahis van conquerir el veí sultanat de Bidar, que es va incorporar al seu regne.
Més tard, al segle xvii, els marathas es van revoltar amb èxit sota el lideratge de Shivaji; van capturar parts principals del sultanat i la seva capital, Bijapur. El sultanat, debilitat, va ser conquerit per Aurangzeb el 1686, amb la caiguda de Bijapur, cosa que va posar fi a la dinastia.

### Governants
1. Yusuf Adil Shah (1490–1510)
2. Ismail Adil Shah (1510–1534)
3. Mallu Adil Shah (1534–1535)
4. Ibrahim Adil Shah I (1535–1558)
5. Ali Adil Shah I (1558–1580)
6. Ibrahim Adil Shah II (1580–1627)
7. Mohammed Adil Shah (1627–1656)
8. Ali Adil Shah II (1656–1672)
9. Sikandar Adil Shah (1672–1686)[10]

## Sultanat de Golkonda

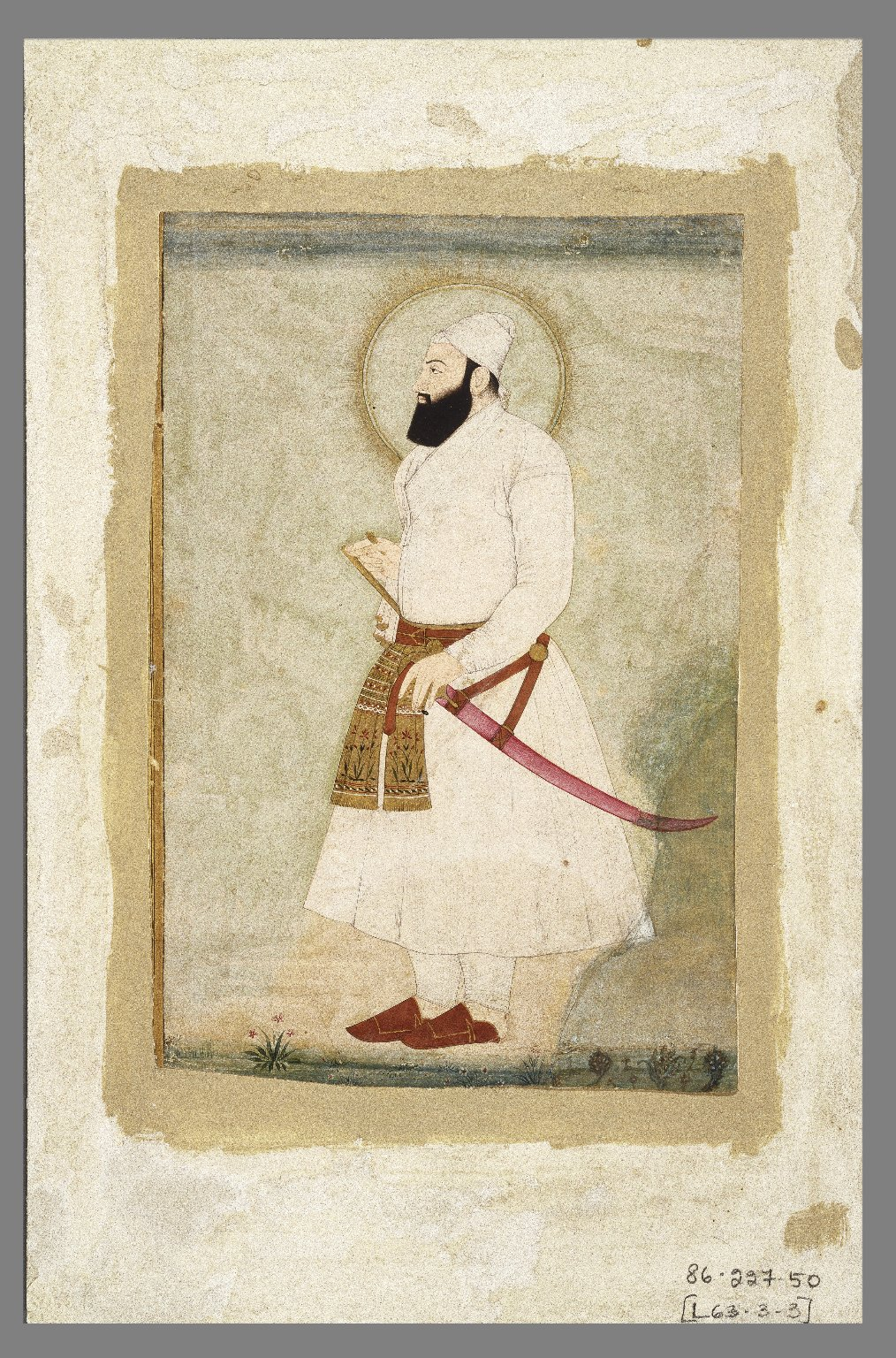
Un manuscrit que representa la pintura d’Abul Hasan Qutb Shah, l'últim governant del sultanat de Golkonda

El fundador de la dinastia, el sultà Quli Qutb-ul-Mulk, va emigrar a Delhi des de Pèrsia amb alguns dels seus parents i amics a principis del segle XVI. Més tard, va emigrar cap al sud cap al Dècan i va servir al sultà Bahmani Muhammad Shah I. Quli Qutb-ul-Mulk va conquerir Golkonda i es va convertir en governador de la regió de Telangana el 1518, després de la desintegració del sultanat de Bahmani. Poc després, va declarar la seva independència i va prendre el títol de Qutb Shah.
La dinastia va governar durant 171 anys, fins que l'exèrcit de l'emperador mogol Aurangzeb va assetjar i conquerir Golkonda el 1687.
1. Sultan Quli Qutb-ul-Mulk (1518–1543)
2. Jamsheed Quli Qutb Shah (1543–1550)
3. Subhan Quli Qutb Shah (1550)
4. Ibrahim Quli Qutub Shah (1550–1580)
5. Muhammad Quli Qutb Shah (1580–1611)
6. Sultan Muhammad Qutb Shah (1611–1626)
7. Abdullah Qutb Shah (1626–1672)
8. Abul Hasan Qutb Shah (1672–1687)[12]

Una contribució important va ser el desenvolupament de la llengua dakhani, que, després d’haver començat a desenvolupar-se sota els governants bahamani, es va convertir en una llengua literària parlada i independent durant aquest període en què manlleven l’àrab-persa, el marathi, el kannada i el telugu. Més tard, el dakhani es va conèixer com a dakhani urdú per distingir-lo de l'urdú del nord de l'Índia.
La pintura en miniatura de Deccani —que va florir a les corts d’Ahmednagar, Bijapur i Golkonda— és una altra important contribució cultural dels sultanats del Dècan.
Pertanyen a aquest període esplendors arquitectòniques del Dècan com Charminar i Gol Gumbaz. Diversos monuments construïts pels sultanats del Dècan figuren en una llista provisional per ser nomenats Patrimoni de la Humanitat per la UNESCO. També cal destacar la tolerància religiosa mostrada pels governants Nizam Shahi, Adil Shahi i Qutb Shahi.

### Ahmednagar
Els governants Nizam Shahi d'Ahmednagar van patrocinar amb entusiasme la pintura en miniatura: la primera que ha sobreviscut es troba en les il·lustracions del manuscrit Tarif-i-Hussain Shahi (c. 1565), que ara es troba al Mandal de Bharat Itihas Sanshodhak, a Pune. Una pintura en miniatura de Murtaza Nizam Shah (c. 1575) es troba a la Biblioteca Nacional de París, mentre que una altra es troba a la Biblioteca Raza de Rampur. The Running Elephant es troba en una col·lecció privada nord-americana, el Royal Picnic es troba a l'India Office Library de Londres i el Young Prince Embraced by a Small Girl, que probablement pertany al període Burhan Nizam Shah II, es troba a la tercera col·lecció Edwin Binney d’obres del sud d’Àsia al Museu d'Art de San Diego.

## Aportacions culturals

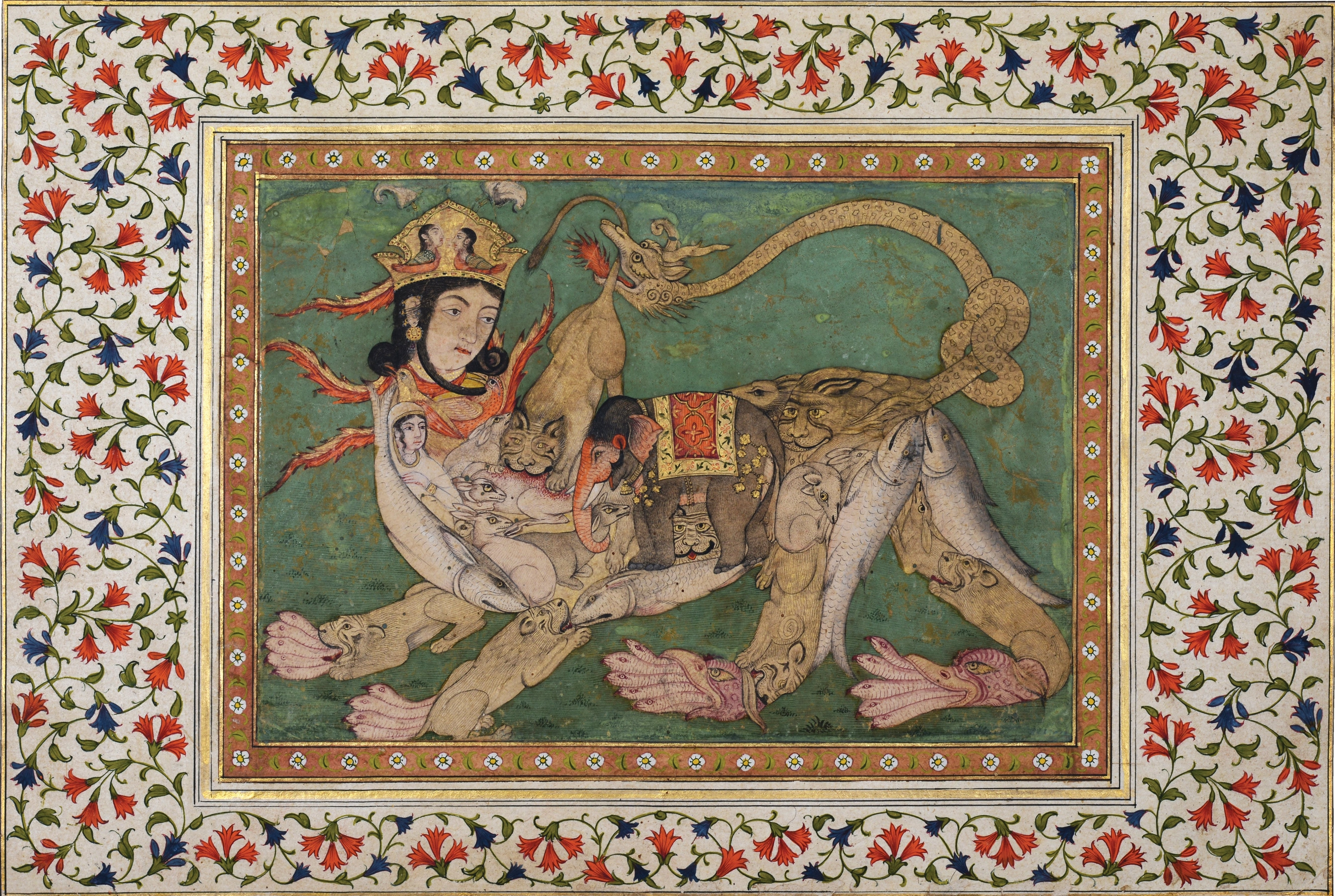
Al-Buraq, autor desconegut, 1770–1775, Deccan School

Els governants dels sultanats de Dècan van fer diverses contribucions culturals en els camps de la literatura, l'art, l'arquitectura i la música.
La primera arquitectura notable dels governants Nizam Shahi d'Ahmednagar és la tomba d'Ahmad Shah I Bahri (1509), al centre de Bagh Rouza, un complex de jardins. El Jami Masjid també pertany al mateix període. El Mecca Masjid, construït el 1525 per Rumi Khan, oficial d’artilleria turc de Burhan Nizam Shah I, és original en el seu disseny. El complex de Kotla es va construir el 1537 com a institució educativa religiosa. La impressionant Farah Bagh va ser la peça central d’un gran complex palatí acabat el 1583. Altres monuments d'Ahmednagar del període Nizam Shahi són el Do Boti Chira (tomba de Sharja Khan, 1562), Damri Masjid (1568) i la tomba de Rumi Khan (1568). El Jami Masjid (1615) a Khirki (Aurangabad) i el Chini Mahal dins del fort de Daulatabad es van construir durant el final del període Nizam Shahi (1600-1636). La tomba de Malik Ambar a Khuldabad (1626) és un altre monument impressionant d’aquest període. El Kali Masjid de Jalna (1578) i la tomba de Dilawar Khan (1613) a Rajgurunagar també pertanyen a aquest període.
Durant el regnat d'Ahmad Shah I Bahri, el seu guardià de documents imperials, Dalapati, va escriure una obra enciclopèdica, la Nrisimha Prasada, en què esmentava el seu senyor com a Nizamsaha. És un exemple notable de la tolerància religiosa dels governants Nizam Shahi.

### Berar
El palau en ruïnes de Hauz Katora, a 3 km a l'oest d'Achalpur, és l’únic monument Imad Shahi que es conserva.

### Bidar

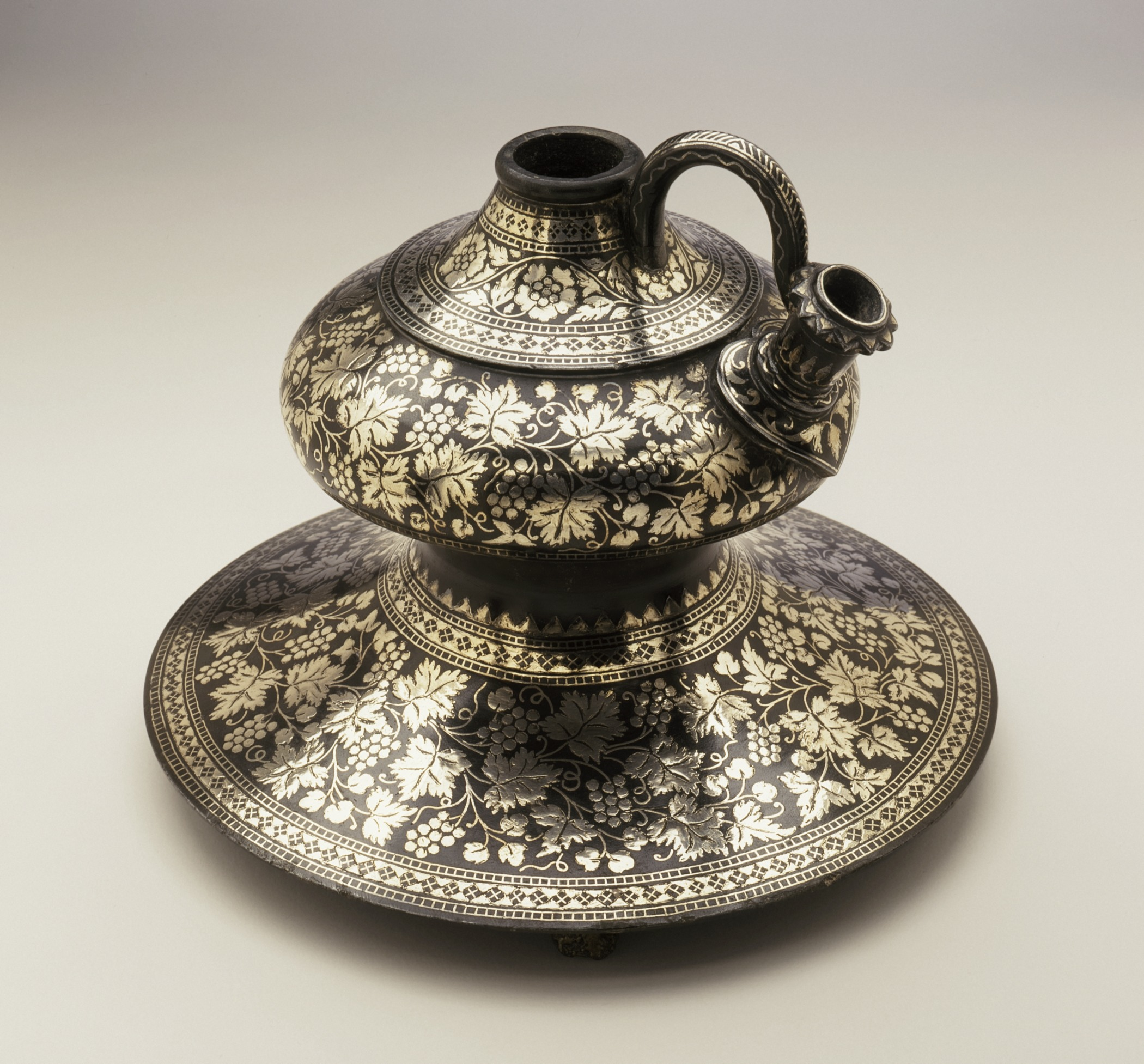
Base de pipa d'aigua Bidriware, c., Museu d’Art del Comtat de Los Angeles

Les principals activitats arquitectòniques dels governants de Barid Shahi van ser la construcció de tombes en jardins. La tomba d’Ali Barid Shah (1577) és el monument més notable de Bidar. La tomba consisteix en una elevada cambra de cúpula, oberta als quatre costats, situada al mig d'un jardí persa. El Rangin Mahal de Bidar, construït durant el regnat d’Ali Barid Shah, és una estructura cortesana completa i exquisidament decorada. Altres monuments importants de Bidar d’aquest període són la tomba de Qasim II i el Kali Masjid.
Un important treball del metall conegut com a Bidriware es va originar a Bidar i consisteix en un metall negre, generalment un aliatge de zinc, incrustat amb dissenys intricats en plata, llautó i, de vegades, coure.

### Bijapur

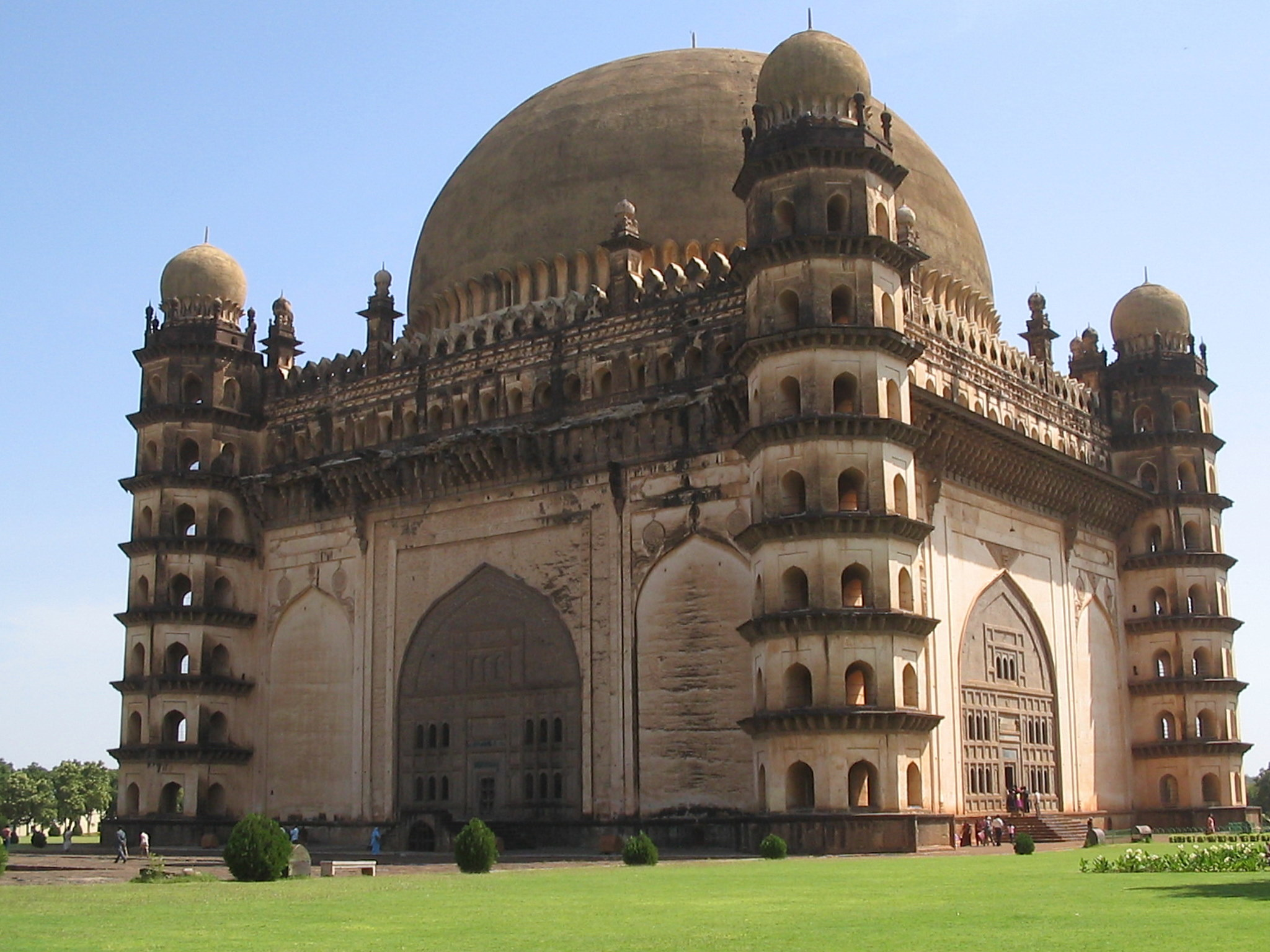
Gol Gumbaz, mausoleu de Mohammed Adil Shah

Els governants d'Adil Shahi van contribuir en gran manera a l'arquitectura, l'art, la literatura i la música, ja que Bijapur es va convertir en una ciutat cosmopolita sota el seu domini i va atreure molts erudits, artistes, músics i sants sufis de Roma, Iran, Iraq, Turquia i Turkestan. Els reis Adil Shahi eren coneguts per la seva tolerància envers els hindús i la no interferència en els seus assumptes religiosos. Van ocupar hindús en llocs alts, especialment com a oficials que supervisaven els comptes i l'administració, els documents dels quals es mantenien en marathi.
Entre les obres arquitectòniques més importants del sultanat de Bijapur, una de les primeres és la inacabada Jami Masjid, que va començar Ali Adil Shah I el 1576. Té una sala d’oració porticada, amb passadissos fins i una impressionant cúpula sostinguda per molls massius. Un dels monuments més impressionants construïts durant el regnat d'Ibrahim II va ser l’Ibrahim Rouza, que originàriament va ser planejat com una tomba per a la reina Taj Sultana, però que posteriorment es va convertir en una tomba per a Ibrahim Adil Shah II i la seva família. Aquest complex, acabat el 1626, consta d’una tomba i una mesquita aparellades. Ibrahim II també planejava construir una nova ciutat bessona a Bijapur, Nauraspur, la construcció de la qual va començar el 1599, però mai no es va acabar. El monument més gran de Bijapur és el Gol Gumbaz, el mausoleu de Muhammad Adil Shah, que es va acabar el 1656, i la cúpula semiesfèrica fa 44 m d'ample. Les altres obres arquitectòniques importants d’aquest període són el Chini Mahal, el Jal Mandir, el Sat Manzil, el Gagan Mahal, l’Anand Mahal i l’Asar Mahal (1646), tots a Bijapur, així com el Kummatgi (a 16 km de Bijapur), el fort Panhala (a 20 km de Kolhapur) i el fort de Naldurg (a 45 km de Sholapur).
Els artistes perses de la cort d'Adil Shahi han deixat un rar tresor de pintures en miniatura, algunes de les quals estan ben conservades als museus europeus. Les primeres pintures en miniatura s’adscriuen al període d’Ali Adil Shah I. Les més significatives són les pintures del manuscrit de Nujum-ul-Ulum (Stars of Science) (1570), conservades a la Biblioteca Chester Beatty de Dublín, que conté prop de 400 pintures en miniatura. Altres dos manuscrits il·lustrats del període d'Ali Adil Shah I es troben a Jawahir-al Musiqat-i-Muhammadi a la Biblioteca Britànica, que conté 48 pintures, i un comentari marathi de la "Sangita Ratnakara" de Sarangadeva guardat al museu del Palau de Jaipur, que conté 4 pintures. Però les pintures més en miniatura provenen de l’època del sultà Ibrahim Adil Shah II. Un dels pintors més famosos de la seva cort va ser Maulana Farrukh Hussain. Les pintures en miniatura d’aquest període es conserven al Palau Bikaner, a la Bodleian Library d’Oxford, al British Museum i al Victoria and Albert Museum de Londres, al Museu Guimet de París, a l'Acadèmia de Ciències de Rússia a St. Petersberg i al Museu Náprstek de Praga.
Sota els governants d'Adil Shahi es van publicar moltes obres literàries a Dakhani. El mateix Ibrahim Adil Shah II va escriure un llibre de cançons, Kitab-i-Nauras, a Dakhani. Aquest llibre conté una sèrie de cançons que es defineixen en diferents ragas i raginis. En les seves cançons, va elogiar la deessa hindú Sarasvatí juntament amb el profeta i sant sufi Hazrat Khwaja Banda Nawaz Gesudaraz. Un tambor (llaüt), únic conegut com a Moti Khan, estava en el seu poder. El famós llorejat poeta persa Muhammad Zuhuri va ser el seu poeta de la cort. El Mushaira (simposi poètic) va néixer a la cort de Bijapur i més tard va viatjar cap al nord.

### Golconda

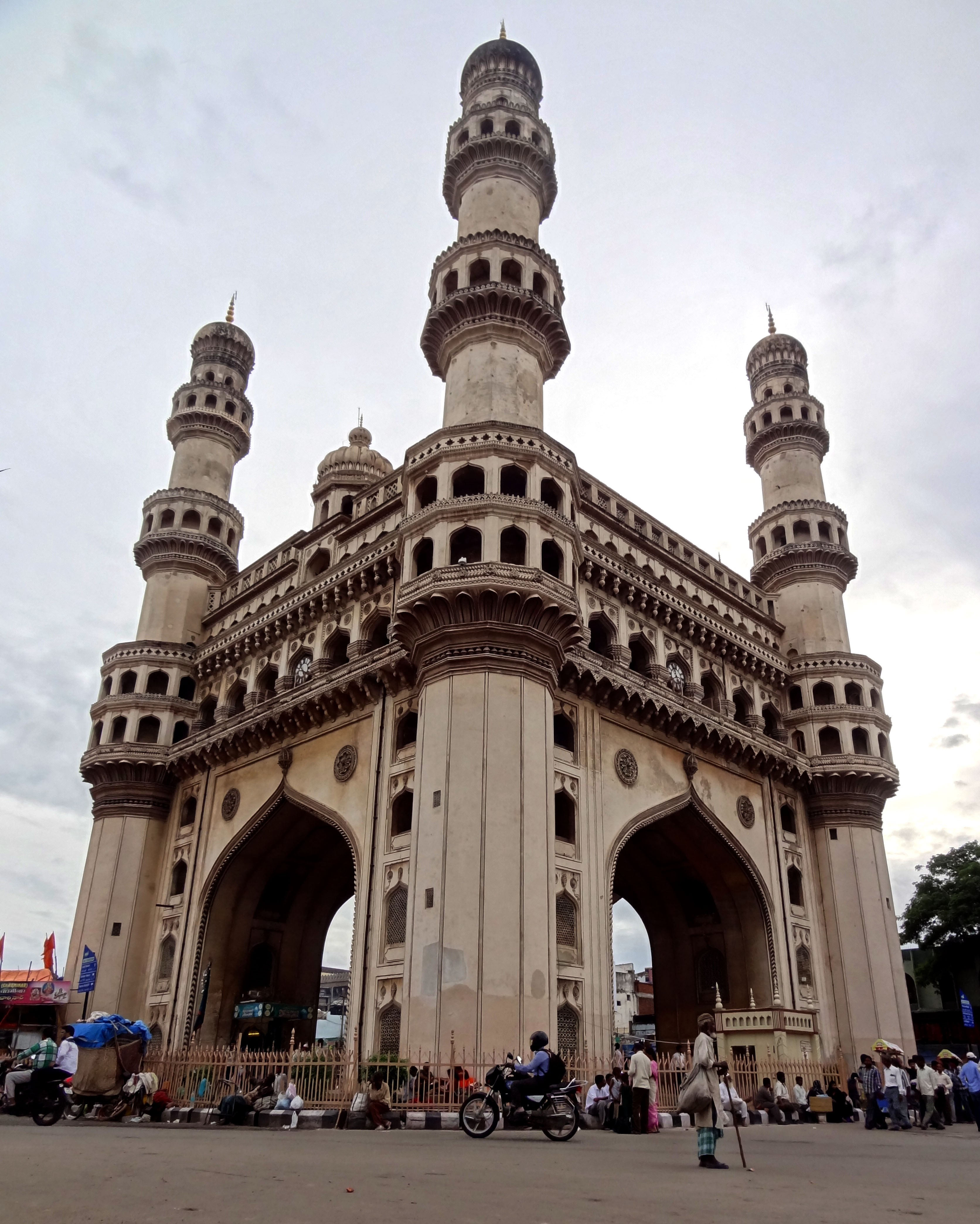
El Charminar construït per Mohammed Quli Qutb Shah és una peça central de Hyderabad i un dels exemples més importants d’arquitectura indoislàmica

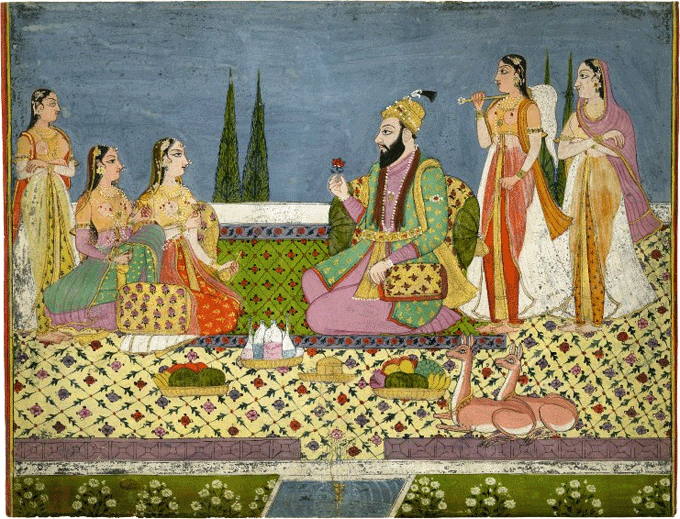
Abdullah Qutb Shah en una terrassa amb auxiliars, c. segle XVIII

Els governants de Qutb Shahi van nomenar hindús en llocs administratius importants. Ibrahim Quli Qutb Shah va nomenar Murari Rao com a Peshwa, segon només a Mir Jumla (primer ministre).
Un dels primers èxits arquitectònics de la dinastia Qutb Shahi és la ciutat fortificada de Golkonda, que ara està en ruïnes. També cal destacar les tombes properes de Qutb Shahi. Al segle xvi, Muhammad Quli Qutb Shah va decidir canviar la capital a Hyderabad, a 8 km est de Golkonda. Aquí va construir el monument més original del Dècan, el Charminar, al cor de la nova ciutat. Aquest monument, acabat el 1591, té quatre minarets de 56 m. La construcció de la Meca Masjid, situada immediatament al sud del Charminar, es va iniciar el 1617, durant el regnat de Muhammad Qutb Shah, però només es va acabar el 1693. Els altres monuments importants d’aquest període són el Toli Masjid, Shaikpet Sarai, la mesquita Khairtabad, Taramati Baradari, la mesquita Hayat Bakshi i la Jama Masjid a Gandikota.
Els governants de Qutb Shahi van convidar molts artistes perses, com ara Shaykh Abbasi i Muhammad Zaman, a la seva cort, l'art del qual va tenir un profund impacte en les pintures en miniatura d'aquest període. Les primeres pintures en miniatura van ser les 126 il·lustracions del manuscrit d’Anwar-i-Suhayli (vers 1550-1560) al Victoria and Albert Museum. Les il·lustracions Sindbad Namah a l'India Office Library i Shirin i Khusrau a la Khudabaksh Library de Patna pertanyen probablement al regnat d'Ibrahim Quli Qutb Shah. Les 5 il·lustracions d’un manuscrit del Diwan-i-Hafiz (c. 1630) al British Museum de Londres, pertanyen al regnat d’Abdullah Qutb Shah. Probablement, la pintura més destacada de Golconda que es conserva és la Processó del sultà Abdullah Qutb Shah Riding an Elephant (vers 1650) a la biblioteca pública estatal Saltykov-Shtshedrine de St. Petersburg. El seu estil de pintura va durar fins i tot després d'extingir-se la dinastia i evolucionar cap a l'estil d'Hyderabad.
Els governants de Qutb Shahi eren grans mecenes de la literatura i van convidar molts erudits, poetes, historiadors i sants sufis de l’Iran a establir-se al seu sultanat. Els sultans van patrocinar la literatura en persa i també en telugu, la llengua local. No obstant això, la contribució més important del sultanat de Golconda en el camp de la literatura és el desenvolupament de la llengua dakhani. Muhammad Quli Qutb Shah no sols va ser un gran mecenes de l'art i la literatura, sinó també un poeta de gran ordre. Va escriure en dakhani, persa i telugu i va deixar una àmplia Diwan (col·lecció de poesia) en dakhani, coneguda com Kulliyat-i-Muhammad Quli Qutb Shah. A part de l'elogi de Déu i del profeta, també va escriure sobre la natura, l’amor i la vida social contemporània. Kshetrayya i Bhadrachala Ramadasu són alguns poetes telugu notables d’aquest període.
Els governants de Qutb Shahi eren molt més liberals que els seus altres homòlegs musulmans. Durant el regnat d’Abdullah Qutb Shah, el 1634, l'antic manual sexual indi Koka Shastra es va traduir al persa i es va anomenar Lazzat-un-Nisa (Sabors de la dona).